# الطبول (مودية)

تعديل مصدري - تعديل

الطبول هي إحدى قرى عزلة مودية بمديرية مودية التابعة لمحافظة أبين، بلغ تعداد سكانها 180 نسمة حسب تعداد اليمن لعام 2004.